# Парк Гребного канала
Парк гребного канала (рум. Parcul canalul canotaj) расположен на границе северной центральной исторической части города Бельцы между улицами, занимая площадь 1092090.65 м² с внешним периметром в 4707.67 м.
Согласно пояснительной записке Генерального градостроительного плана Бельц 2005 года, одной из приоритетных градостроительных целей является использование благоприятных условий, а именно русла Реута, которое составляет геометрический центр города, натуральный «амфитеатр», который позволяет организовать зону отдыха высокого качества и которая в будущем будет играть роль городского парка.